# Satoshi Kajino
Satoshi Kajino (梶野 智 Kajino Satoshi?), född 9 november 1965 i Aichi prefektur, är en japansk före detta fotbollsspelare.
Kajino började sin karriär 1988 i Yanmar Diesel (Cerezo Osaka). 1998 flyttade han till Consadole Sapporo. Han avslutade karriären 1999.